# Leomar Antônio Brustolin

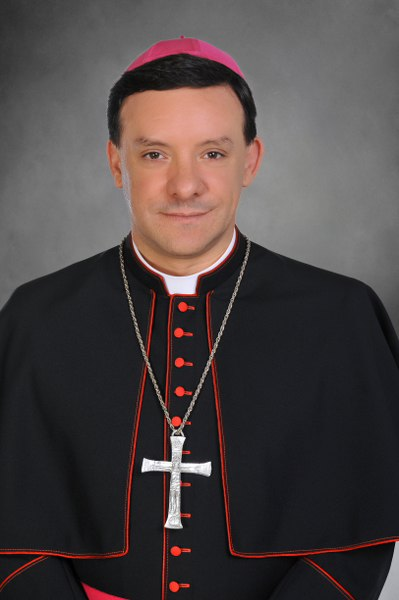
Leomar Antônio Brustolin (2015)

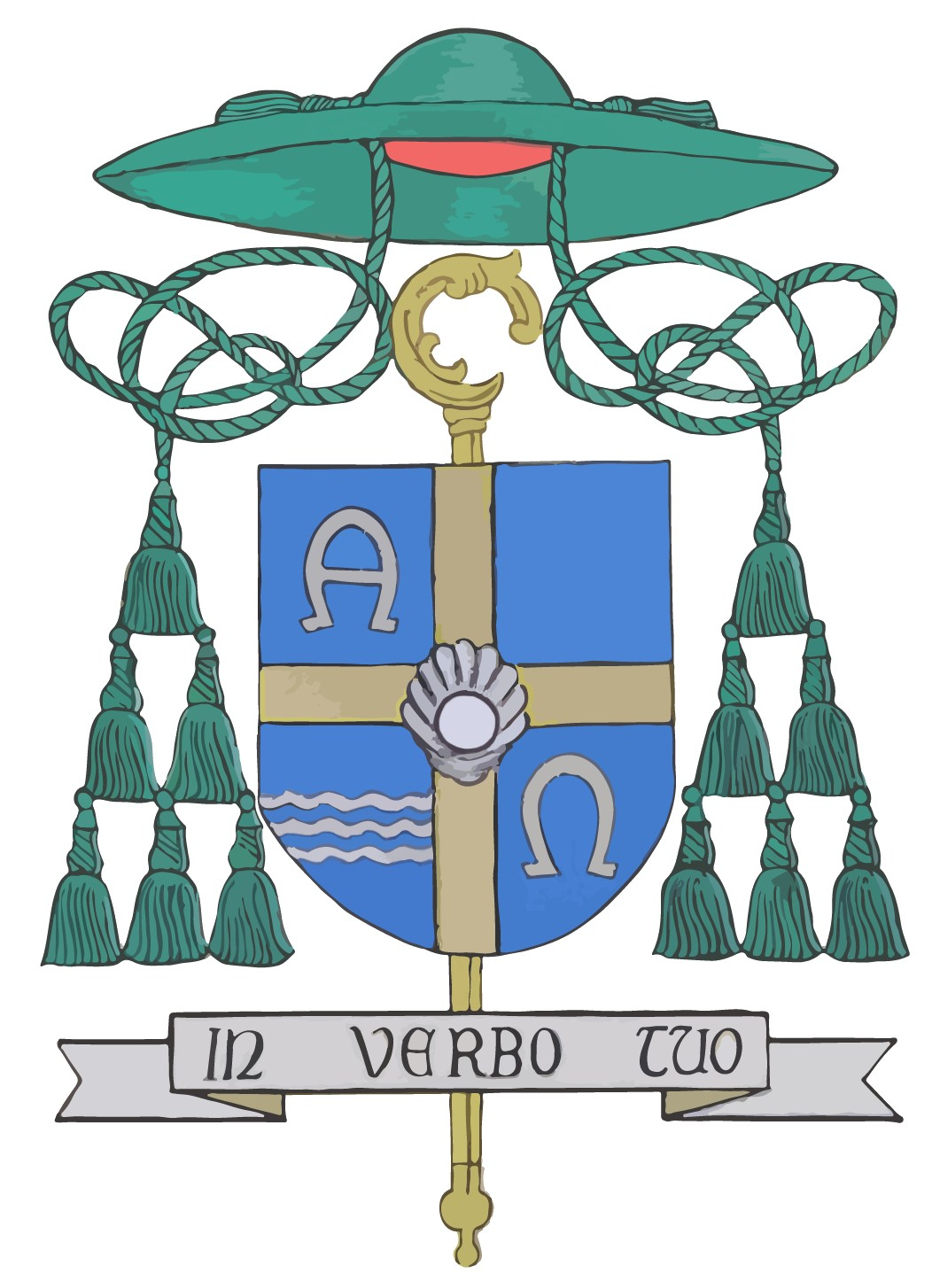
Wappen von Leomar Antônio Brustolin als Weihbischof in Porto Alegre

Leomar Antônio Brustolin (* 15. August 1967 in Caxias do Sul) ist ein brasilianischer Geistlicher und römisch-katholischer Erzbischof von Santa Maria.

## Leben
Leomar Antônio Brustolin studierte Philosophie an der Universität Caxias do Sul und Katholische Theologie an der Päpstlichen Katholischen Universität von Rio Grande do Sul. Am 20. Dezember 1992 empfing er die Priesterweihe für das Bistum Caxias do Sul.
Nach weiteren Studien erwarb er 1993 an der Jesuitenfakultät in Belo Horizonte das Lizenziat in Systematischer Theologie. Von 1997 bis 2000 studierte er in Rom und wurde am Angelicum zum Doctor theologiae promoviert. Anschließend war er Theologieprofessor an der Päpstlichen Katholischen Universität von Rio Grande do Sul, wo er auch die Lizenziatskurse in Theologie organisierte, und leitete das Theologische Zentrum in Caxias do Sul. Seit 2001 war er zudem Dompfarrer an der Kathedrale Santa Teresa d’Avila in Caxias do Sul.
Papst Franziskus ernannte ihn am 7. Januar 2015 zum Weihbischof in Porto Alegre und Titularbischof von Tigava. Die Bischofsweihe spendete ihm der Erzbischof von Porto Alegre, Jaime Spengler OFM, am 25. März desselben Jahres. Mitkonsekratoren waren der Bischof von Caxias do Sul, Alessandro Carmelo Ruffinoni CS, dessen Vorgänger Nei Paulo Moretto sowie der Bischof von Montenegro, Paulo Antônio de Conto.
Am 2. Juni 2021 ernannte ihn Papst Franziskus zum Erzbischof von Santa Maria. Die Amtseinführung erfolgte am 15. August desselben Jahres.